# НЕФАЗ
ПАО «НЕФАЗ» (акроним от Нефтекамский автомобильный завод (башк. Нефтекама автомобиль заводы)) — советская и российская автомобилестроительная компания, входящая в группу предприятий «КАМАЗ» и являющаяся крупнейшим российским производителем спецнадстроек на шасси автомобиля КАМАЗ. В декабре 2000 года заводом был представлен первый автобус городского типа «НЕФАЗ-5299». Расположен завод в городе Нефтекамск.

## История
17 декабря 1970 года Совет министров СССР издал постановление «О строительстве и реконструкции заводов Министерства автомобильной промышленности для обеспечения Камского автомобильного завода запасными частями и комплектующими деталями». В те годы шло строительство КАМАЗа, и было решено строить и заводы-спутники, которые бы поставляли туда необходимую комплектацию.
25 декабря 1970 года Государственный комитет Совета министров по делам строительства издал приказ № 65 «О создании завода по производству автосамосвалов и лебёдок» в городе Нефтекамске Башкирской АССР. Подобный же приказ № 4 от 8 января 1971 года издал Министр автомобильной промышленности СССР.
13 июля 1972 года началось строительство завода.
15 апреля 1977 собран первый десятитонный автосамосвал «КАМАЗ-5511».
11 октября 1977 года состоялся пуск главного конвейера. Начался серийный выпуск автосамосвалов «КАМАЗ-5511».
31 октября 1977 года был утверждён акт Государственной комиссии о приёмке в эксплуатацию первой очереди Нефтекамского завода по производству автосамосвалов.
В 1981 году сдана в эксплуатацию первая очередь производства вахтовых автобусов. Мощность производства — 3000 вахтовых автобусов в год.
19 мая 1982 года выпущен 100-тысячный самосвал «КАМАЗ-5511».
В 1993 году завод стал Открытым акционерным обществом «Нефтекамский автозавод».
В августе 2000 года началась разработка городского автобуса первого класса (по международной классификации) большой вместимости.
6 декабря 2000 года представлен первый автобус городского типа «НЕФАЗ-5299».
В середине 2006 года заводом заинтересовался голландско-бельгийский концерн VDL, и с начала января 2007 года они совместно с НЕФАЗом начали производство новых пассажирских автобусов.
В конце 2012 года совместное предприятие КАМАЗа и бразильской Marcopolo S.A. «КАМАЗ-Марко», расположенное на территории завода НЕФАЗ приступило к сборке автобусов малого класса Bravis. Автобус разработан на шасси «КАМАЗа» и имеет 25 мест.
28 августа 2012 года сертифицирован электрический автобус (электробус) НЕФАЗ-52992. Автономный электрический ход рассчитан более чем на 200 км.
В 2016 году Открытое акционерное общество «НЕФАЗ» переименовано в Публичное акционерное общество «НЕФАЗ».
В августе 2018 года запущен в серию электробус KAMAZ-6282, совместная разработка НЕФАЗа и КАМАЗа.
в 2020—2021 году выпущены сочленённые автобус КАМАЗ-6299-40-52 и электробус КАМАЗ-6292.
31 октября 2023 года представлен газомоторный низкопольный автобус НЕФАЗ-5222
В 2024 году завод выпустил 11-тысячное автобусное шасси, выпуск которых производится с декабря 2016 года.
В 2025 году завод приступил к серийному выпуску нового электробуса КАМАЗ-52222 с литий-никель-марганец-кобальтовой (NMC) батареей ёмкостью 230 кВт/ч.

## Структура предприятия
В состав НЕФАЗ входят три основных корпуса: корпус автосамосвалов (КАС), корпус вахтовых автомобилей и цистерн (КВАиЦ), корпус автобусного производства (АП) и вспомогательные цеха.
Основной деятельностью корпуса является штамповка, резка, мехобработка деталей для изготовления платформ, сварка платформ, их окраска, сборка и установка на шасси автомобиля КАМАЗ.

## Основные акционеры
- Публичное акционерное общество «КАМАЗ» — 50,02 % акций
- Республика Башкортостан — 28,5 % акций[1]

## Продукция
Предприятие выпускает:
- автосамосвалы,
- вахтовые автобусы,

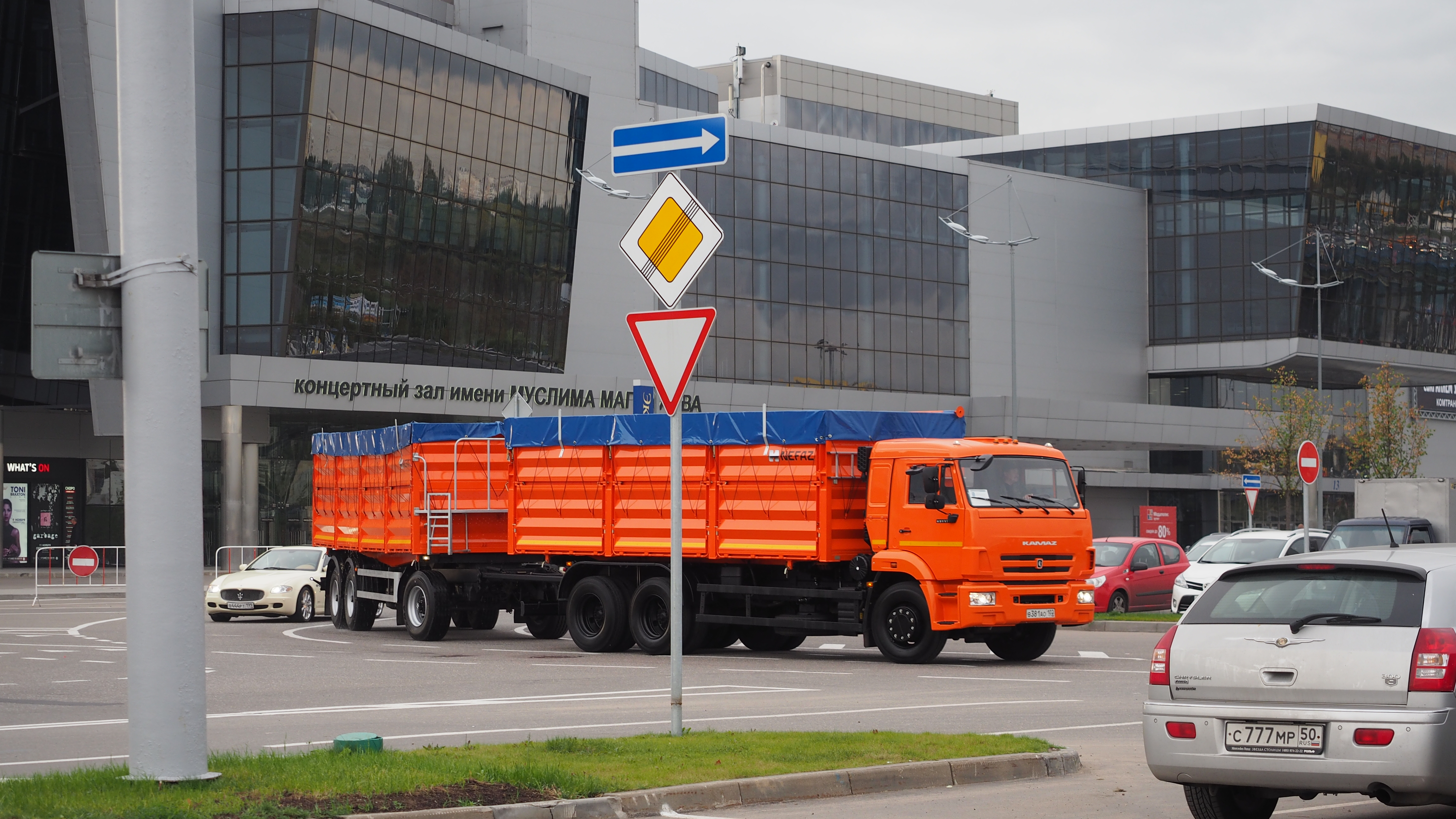
Сельскохозяйственный самосвал НЕФАЗ-4514 на шасси КАМАЗ

- автоцистерны, прицепы и полуприцепы-цистерны,
- тентовые прицепы и полуприцепы,
- пассажирские автобусы,
- кузова троллейбусов
- сельхозмашины,
- электробусы
- другую технику.

НЕФАЗ занимает около 30 % рынка автобусов России. В 2005 году НЕФАЗ продал 1156 автобусов, в 2023 году — около 1300.
Совместно с DAF и VDL (Нидерланды) были разработаны 15-метровые низкопольные городские автобусы, но в серийное производство они не пошли.
В 2012 году выручка от продажи товаров, продукции и услуг составила 10 млрд. 59 млн рублей, уровень выполнения бизнес-плана 2012 года составил 102,3 процента (к предыдущему году — 111,1 процента).
В том числе отгружены:
- самосвальные установки — 11 783 ед.
- вахтовые автомобили — 880 ед.
- пассажирские автобусы — 740 ед.
- ёмкостно-наливная техника — 1 351 ед.
- грузовая прицепная техника — 3 837 ед.
- запасные части — на сумму 468 млн руб.

Как и было предусмотрено бизнес-планом, на реализацию инвестиционной программы направлены средства в сумме 200 млн рублей.
Экономический эффект от реализации мероприятий «Производственной системы» составил 356 млн рублей.
По итогам основной деятельности за 2012 год прибыль от продаж составила 509,5 млн рублей (финансовым планом было предусмотрено получение 352,8 млн рублей). Чистая прибыль за 2012 год составила 52,5 млн рублей.
Основной показатель, заложенный в бизнес-плане на 2013 год, — обеспечение объёма выручки от реализации продукции, товаров и услуг на сумму не менее 10 млрд 98 млн рублей.

## Кризис
Кризис 2008—2009 гг. затронул и Нефтекамский автозавод. С осени 2008 года уменьшались объёмы производства техники, сокращалась численность сотрудников. На 18 июля 2008 г. она составляла 11399 чел, на 13 июля 2009 г — уже 9588.

## Автобусы НЕФАЗ

### Модели автобусов

#### НЕФАЗ-4208 / НЕФАЗ-4211 / 42261С
Базовый вахтовый автобус НЕФАЗ-4208 полной массой 9900 кг создан на трёхосном полноприводном шасси КАМАЗ-43101/43114 (6х6) ранее оснащался дизельным двигателем КАМАЗ-740 (V8, 11,76 л, 220—260 л. с.), а позже с переходом на шасси КАМАЗ-5350 (6х6) — дизелем Cummins ISD (I6, 6,7 л, 277 л. с.) или газовым двигателем КАМАЗ-820.92-300 (300 л. с.). Автобус оборудован остеклённым металлическим кузовом с усиленной термоизоляцией и одной боковой дверью, рассчитанным на 14-22 посадочных места плюс 2 места в отдельной кабине водителя. Максимальная скорость 85 км/ч. Аналогичный вахтовый автобус НЕФАЗ-4211 с облегчённым на 1150 кг 2-дверным кузовом с 20-ю посадочными местами в кузове (плюс ещё 2 места в кабине водителя) ранее базировался на двухосном шасси КАМАЗ-4326 (4х4) с 240-сильным двигателем КАМАЗ-740, а с 2010-х — на шасси КАМАЗ-43502 (4х4) с дизелем Cummins ISD (I6, 6,7 л, 277 л. с.). С 2021 года выпускается 20-местный автобус модели 42261С на пневматической подвеске РОСТАР для увеличения плавности хода.

#### НЕФАЗ-5299

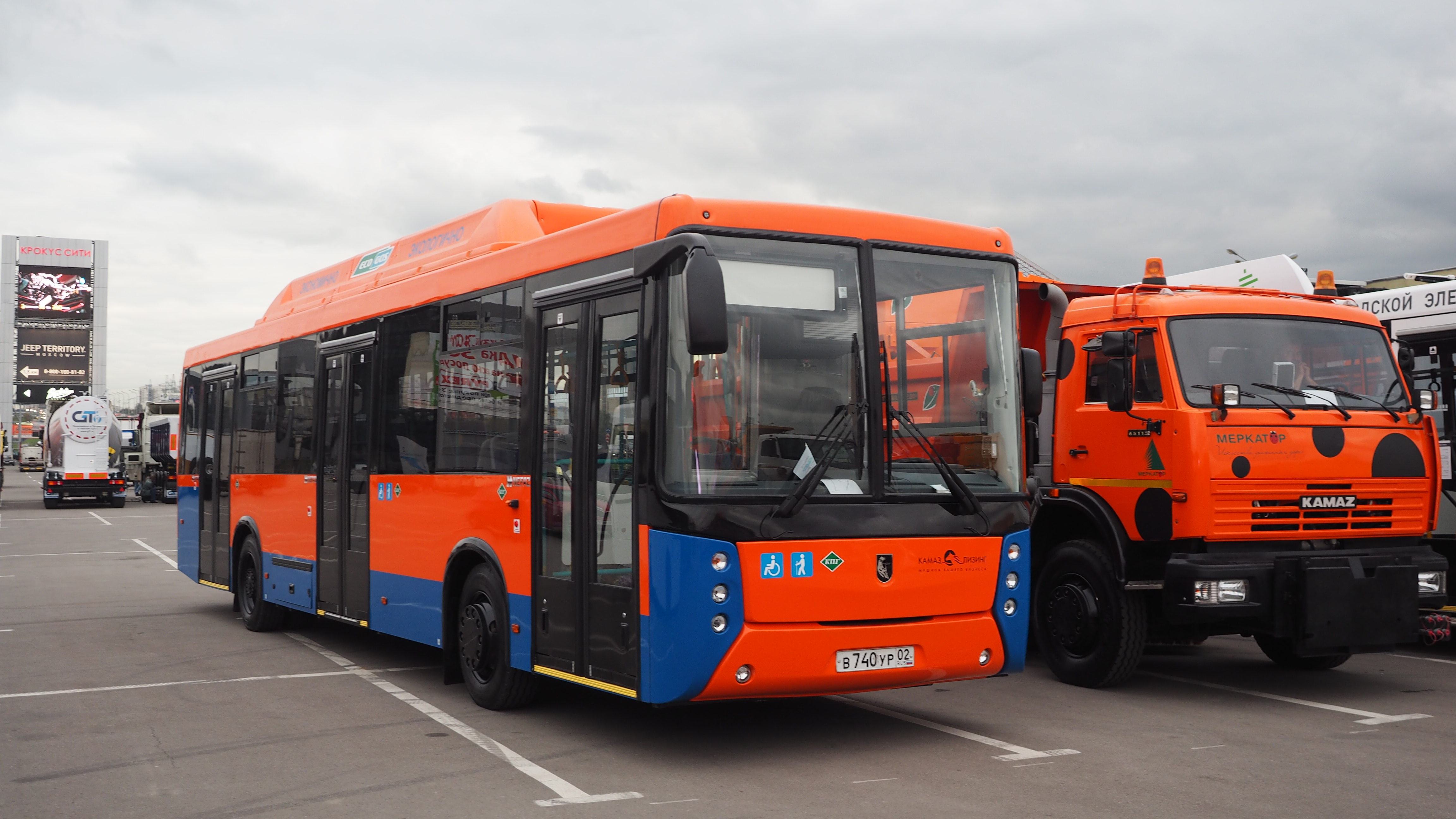
НЕФАЗ-5299, работающий на метане

Автобус большого класса. Выполнен на отечественном автобусном шасси КАМАЗ-5297. Модификации: городские высокопольные, низкопольные и полунизкопольные; пригородные; междугородние; туристические. В настоящее время является одним из самых покупаемых в России автобусов.
Автобус НЕФАЗ серии 5299 встречается в виде моделей для компьютерных игр: автобусного симулятора OMSI в городской и пригородной версиях.
Также, в штучных экземплярах выпускаются модели этого автобуса, одна из которых в масштабе 1:35 была представлена на одной из конференций в Уфе.

#### НЕФАЗ-3299
Автобус малого класса, который в перспективе можно использовать на малых коммерческих маршрутах вместо ПАЗов, ГАЗелей. Разработан в двух вариантах: городской и междугородный. После выпуска порядка 40 малых автобусов их производство было приостановлено.

#### НЕФАЗ-Daimler-42997
Выпущен опытный экземпляр городского автобуса среднего класса, который на производство пока не поставлен.

#### VDL-НЕФАЗ

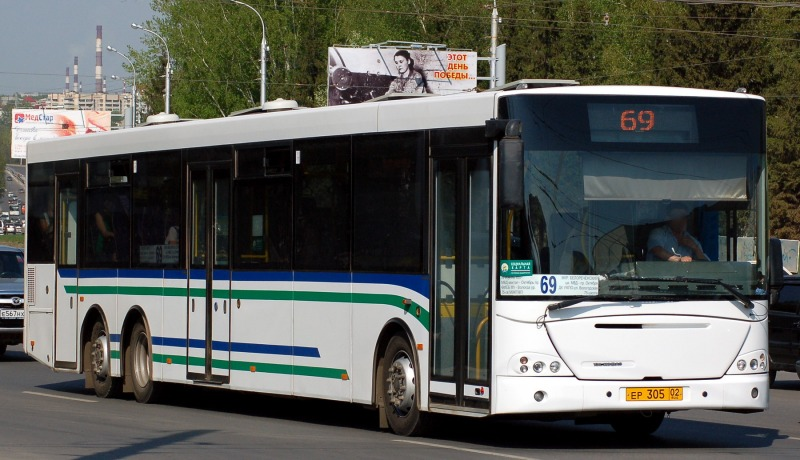
Низкопольный автобус VDL-НЕФАЗ-52998 в Уфе

Автобусы данной модели появились в 2007 году в результате совместной работы концернов НЕФАЗ и VDL. Результатом работы стала серия автобусов VDL-НЕФАЗ различных моделей:
- VDL-НЕФАЗ-52995 — опытный низкопольный сочленённый автобус особо большого класса выпущен в нескольких экземплярах, которые проходят испытания на заводе и в Уфе.
- VDL-НЕФАЗ-52996 — междугородный автобус высокого класса. В 2009 году признан лауреатом программы «100 лучших товаров России»[источник не указан 2359 дней].
- VDL-НЕФАЗ-52997 — городской частично низкопольный автобус. В 2007 году признан лауреатом программы «100 лучших товаров России»[источник не указан 2359 дней].
- VDL-НЕФАЗ-52998 — городской трёхосный частично низкопольный автобус.
- VDL-НЕФАЗ-52999 — туристический автобус высокого класса

#### Bravis

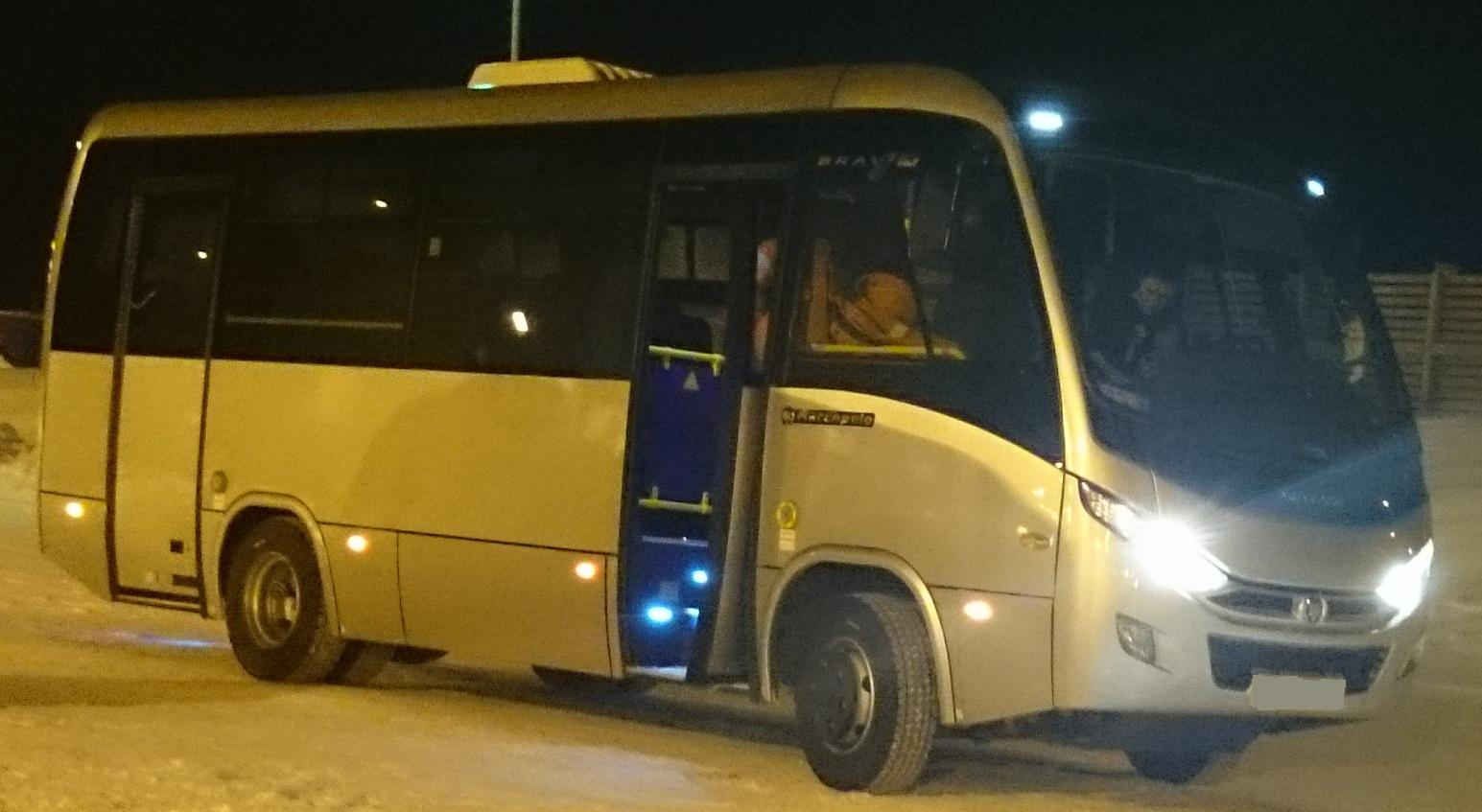
Marcopolo Bravis сборки Нефтекамского автозавода

В декабре 2012 г. на территории Нефтекамского автозавода совместное предприятие ПАО КАМАЗ и крупнейшего мирового производителя автобусов бразильского Marcopolo S.A. — СП «КАМАЗ-Марко» — приступило к сборке на шасси, сконструированном в ПАО «КАМАЗ», автобусов малого класса Bravis. Модель соответствует нормам «Евро-4» и имеет комплектующие крупнейших мировых фирм: двигатель Cummins, коробка передач ZF, ось и мост Daimler, тормозная система Knorr-Bremse. К 2016 году планируется выйти на производство 3 000 автобусов в год и поставлять их в регионы России и страны СНГ.

### Drive Electro — Электробус

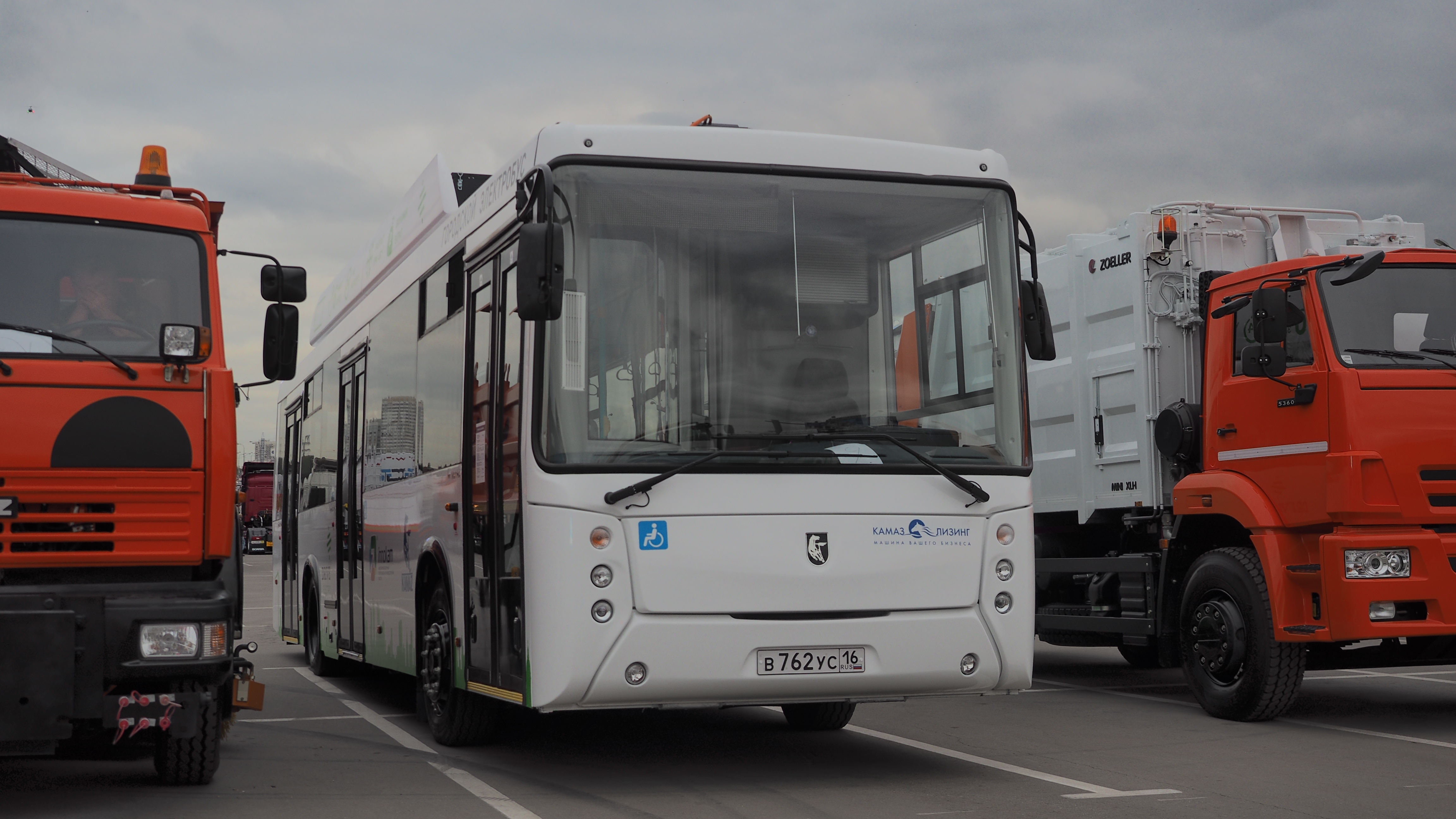
Электрический автобус НЕФАЗ-6282

В 2011 году инжиниринговая компания Drive Electro (бывш. НИИКЭУ) совместно с НЕФАЗ разработали первый российский электробус НЕФАЗ-52992 на литий-железофосфатных (LiFePO4) аккумуляторах компании «Лиотех». В 2012 году электробус получил сертификат безопасности транспортного средства и был введён в эксплуатацию в Новосибирске. Запас хода при полной загруженности — 250 км. В 2014 году пробег первого российского электробуса превысил 10 000 км. Также рассматривается возможность подзарядки от контактной сети троллейбуса.
В 2015 году в Москве представлен электробус второго поколения производства КАМАЗ и «Drive Electro» — НЕФАЗ-52994Э, созданный с приминением литий-титанатных (LTO) аккумуляторов.
С 2016 года электробус от компании «Drive Electro» обкатывался в Москве под маркой КАМАЗ-6282.

## Актуальные модели автобусов НЕФАЗ на 2021 год
| Автобусы большого класса                                       |                  |                                                       |                                                       |                                               |                                               |                  |                  |
| Модель                                                         | Тип              | Норма экологичности                                   | Габаритные размеры Д*Ш*В, мм                          | Пассажировместимость общая/ мест для сидения  | Двигатель                                     | Тип КПП          | Модель КПП       |
| Пассажирские автобусы НЕФАЗ на компримированном природном газе |                  |                                                       |                                                       |                                               |                                               |                  |                  |
| Городские автобусы                                             |                  |                                                       |                                                       |                                               |                                               |                  |                  |
| 5299-40-57 (Рестайлинг)                                        | Низкопольный     | Евро 5                                                | 12400*2550*3240                                       | 96 / 29+1(Инв)                                | Weichai                                       | АКПП             | Fast Gear        |
| 5299-30-57                                                     | Полунизкопольный | Евро 5                                                | 12250*2550*3450                                       | 95 / 28+1(ИНВ)                                | Weichai                                       | АКПП             | Fast Gear        |
| Пригородные автобусы                                           |                  |                                                       |                                                       |                                               |                                               |                  |                  |
| 5299-11-56                                                     | Среднепольный    | Евро 5                                                | 11885*2500*3495                                       | 80 / 44                                       | КАМАЗ                                         | МКПП             | ZF               |
| Пассажирские автобусы НЕФАЗ на сжиженном природном газе        |                  |                                                       |                                                       |                                               |                                               |                  |                  |
| 5299-40-57 (Рестайлинг)                                        | Низкопольный     | Евро 5                                                | 12400*2550*3010…3100                                  | 101 / 28+1(Инв)                               | Weichai                                       | АКПП             | Fast Gear        |
| Пассажирские автобусы НЕФАЗ на дизельном топливе               |                  |                                                       |                                                       |                                               |                                               |                  |                  |
| Городские автобусы                                             |                  |                                                       |                                                       |                                               |                                               |                  |                  |
| 5299-40-52 (Рестайлинг)                                        | Низкопольный     | Евро 5                                                | 12400*2550*2800…3090                                  | 111 / 29+1(Инв)                               | Cummins                                       | АКПП             | ZF               |
| 5299-30-52 (Рестайлинг)                                        | Полунизкопольный | Евро 5                                                | 12250*2550*3100…3300                                  | 100 / 29+1(Инв)                               | КАМАЗ                                         | АКПП             | Fast Gear        |
| Пригородные автобусы                                           |                  |                                                       |                                                       |                                               |                                               |                  |                  |
| 5299-11-52                                                     | Среднепольный    | Евро 5                                                | 11885*2500*3144…3250                                  | 80 / 44                                       | Cummins                                       | МКПП / АКПП      | ZF               |
| Междугородные автобусы                                         |                  |                                                       |                                                       |                                               |                                               |                  |                  |
| 5299-17-52                                                     | Среднепольный    | Евро 5                                                | 11885*2500*3174                                       | 73/ 44                                        | КАМАЗ                                         | МКПП / АКПП      | КАМАЗ            |
| Автобусы для перевозки детей                                   |                  |                                                       |                                                       |                                               |                                               |                  |                  |
| 5299-11-52                                                     | Среднепольный    | Евро 5                                                | 11885*2500*3100…3280                                  | 36 / 34 дет. + 2 взр. 42 / 40 дет. + 2 взр.   | Cummins                                       | МКПП / АКПП      | ZF               |
| Перронный автобус                                              |                  |                                                       |                                                       |                                               |                                               |                  |                  |
| 5299-40-52                                                     | Низкопольный     | Евро 5                                                | 12155*2500*3075                                       | 110 / 12                                      | КАМАЗ                                         | АКПП             | Fast Gear        |
| Электротранспорт                                               |                  |                                                       |                                                       |                                               |                                               |                  |                  |
| Модель                                                         | Класс            | Габаритные размеры Д*Ш*В, ММ                          | Габаритные размеры Д*Ш*В, ММ                          | Пассажировместимость общая / мест для сидения | Пассажировместимость общая / мест для сидения | Электродвигатель | Электродвигатель |
| Электробус                                                     |                  |                                                       |                                                       |                                               |                                               |                  |                  |
| 6282                                                           | Большой          | 12400*2550*3260                                       | 12400*2550*3260                                       | 85 / 33+1(Инв)                                | 85 / 33+1(Инв)                                | Синхронный       | Синхронный       |
| 6292                                                           | Особо большой    | 18750*2550*3260                                       | 18750*2550*3260                                       | 135 / 47+1(Инв)                               | 135 / 47+1(Инв)                               | Синхронный       | Синхронный       |
| Троллейбус                                                     |                  |                                                       |                                                       |                                               |                                               |                  |                  |
| 62825                                                          | Большой          | 12400*2550*3350 (в сложенном состоянии токоприёмника) | 12400*2550*3350 (в сложенном состоянии токоприёмника) | 85 / 33+1(Инв)                                | 85 / 33+1(Инв)                                | Асинхронный      | Асинхронный      |

## Галерея

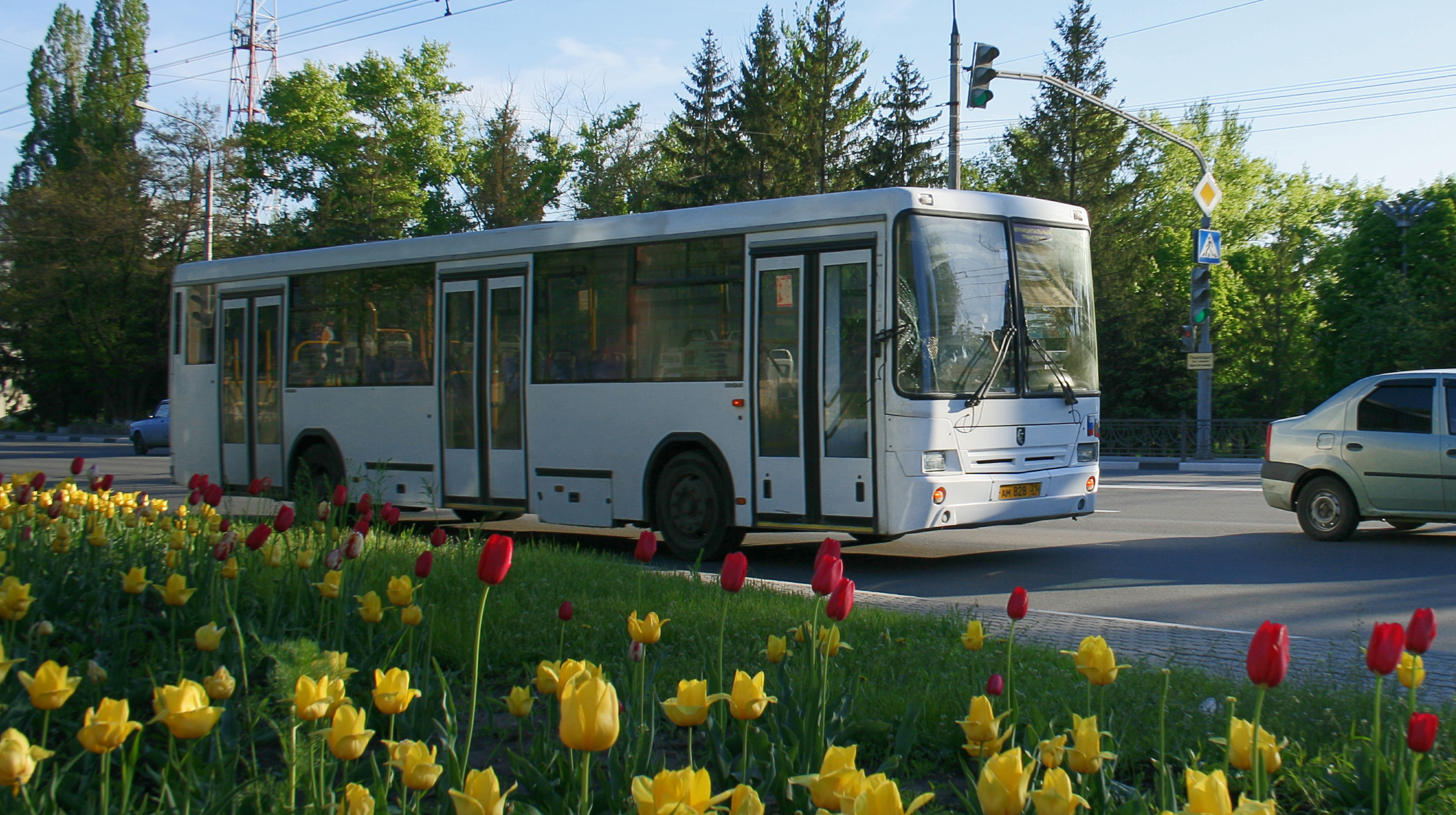
НЕФАЗ в Белгороде
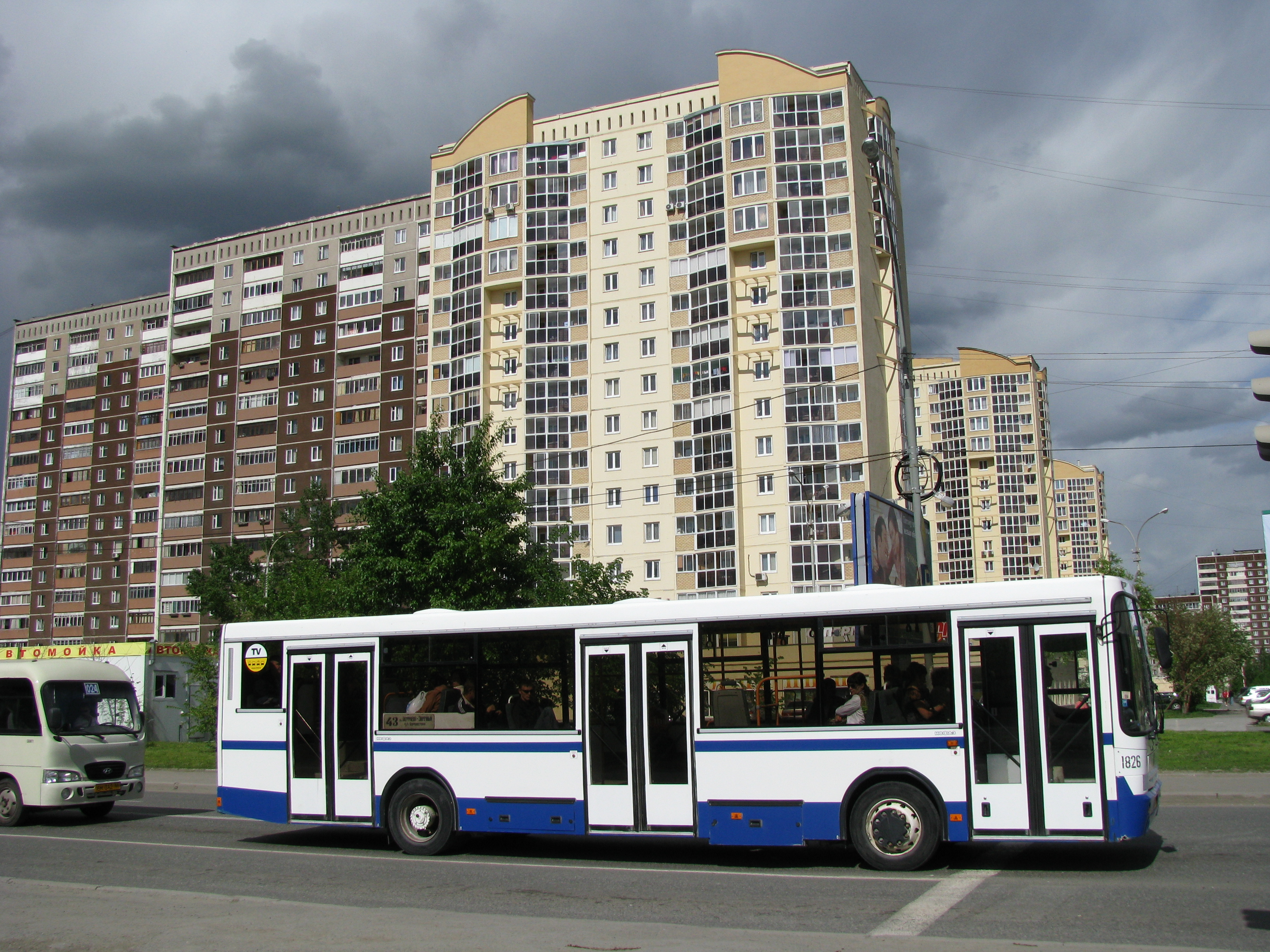
НЕФАЗ на улицах Екатеринбурга
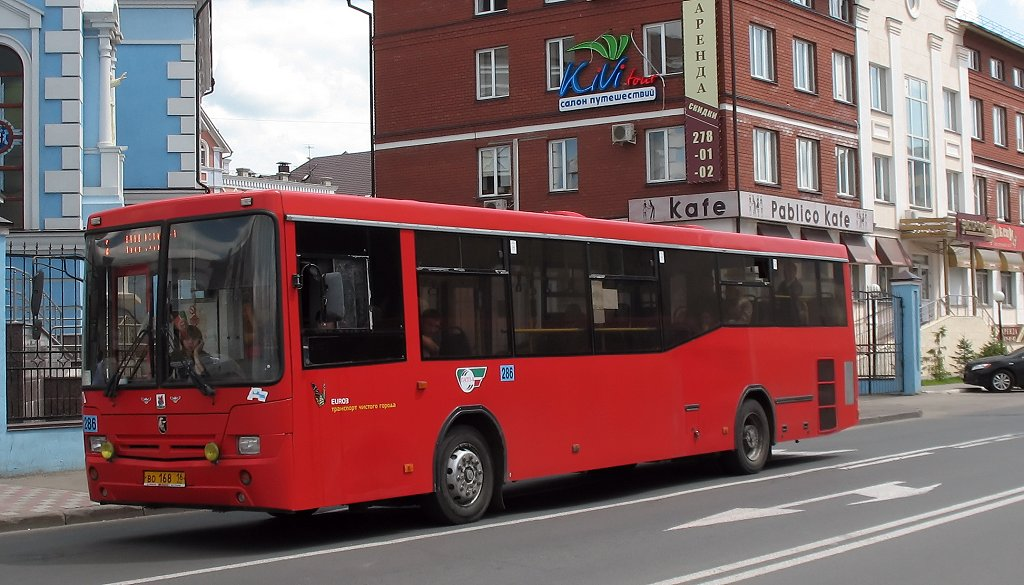
Маршрутный автобус НЕФАЗ в Казани
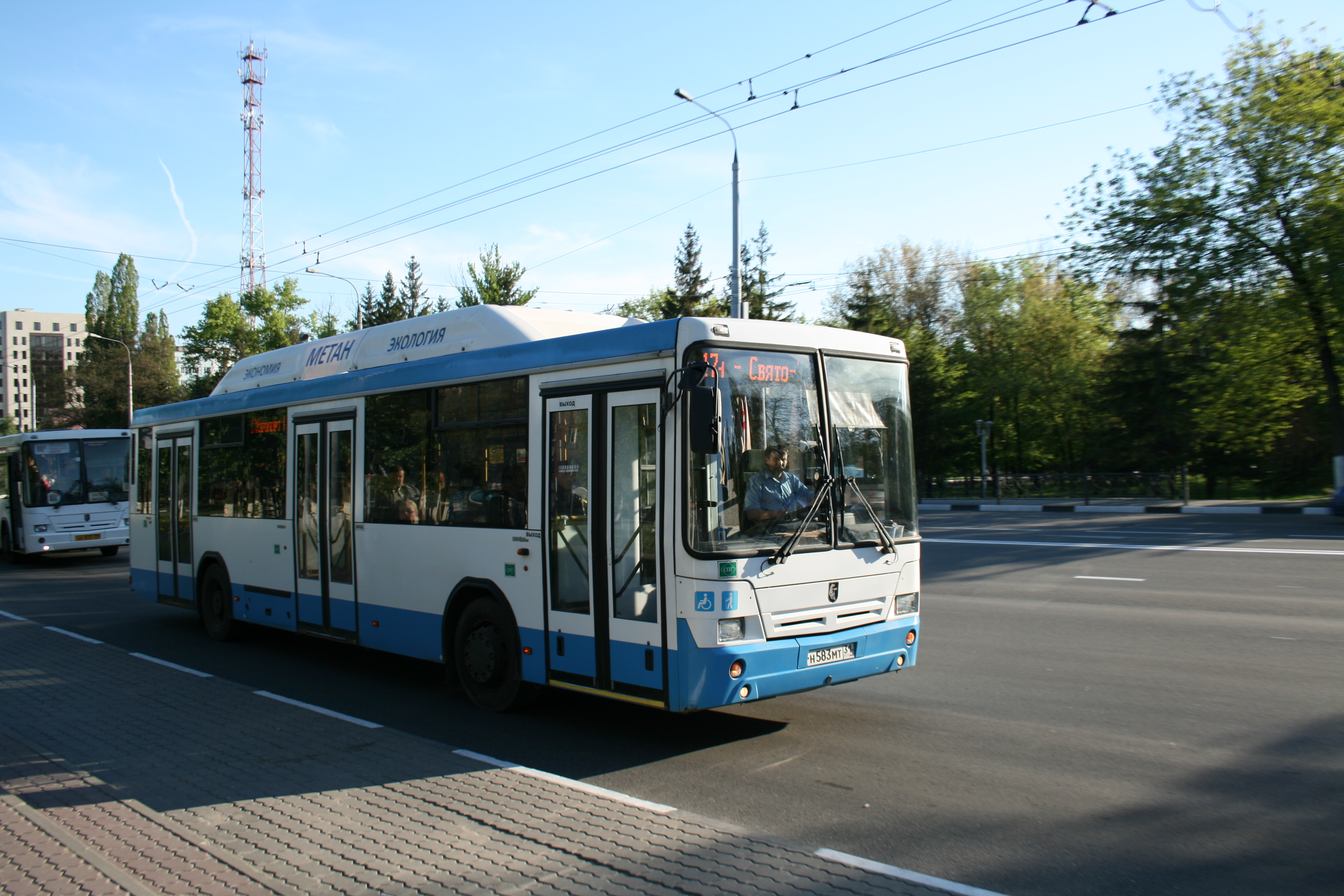
НЕФАЗ-5299 с двигателем на газовом топливе
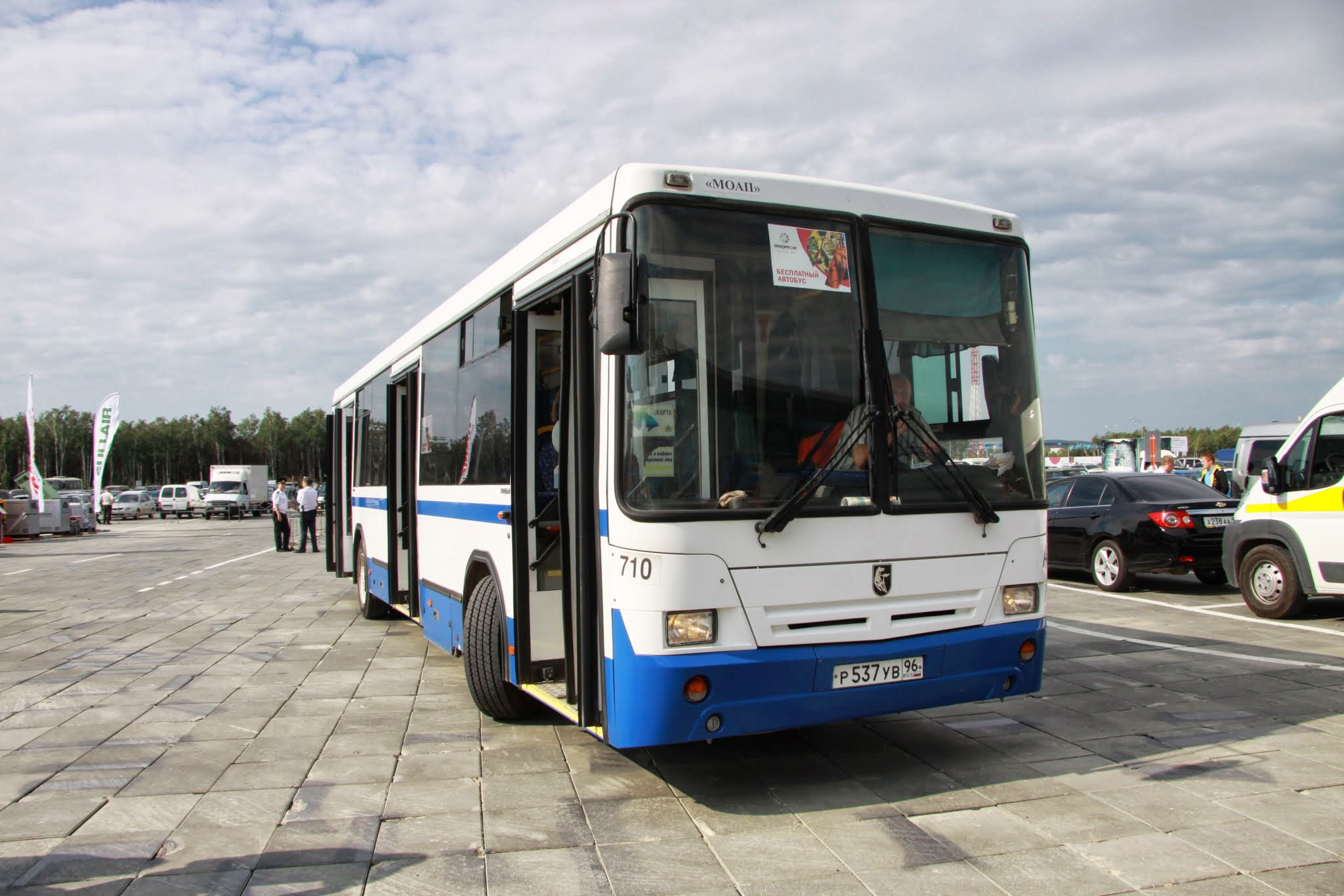
Городской автобус НЕФАЗ-5299 на выставке Иннопром-2013
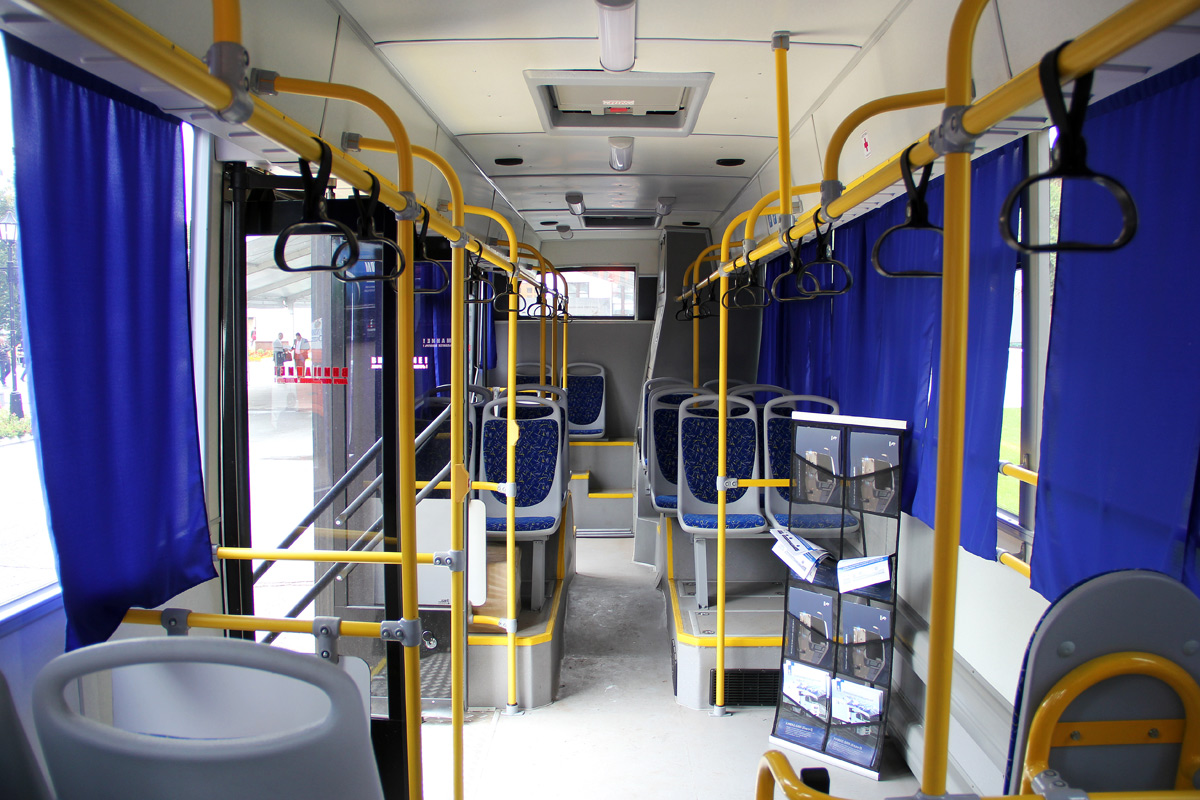
Салон НЕФАЗа-52994
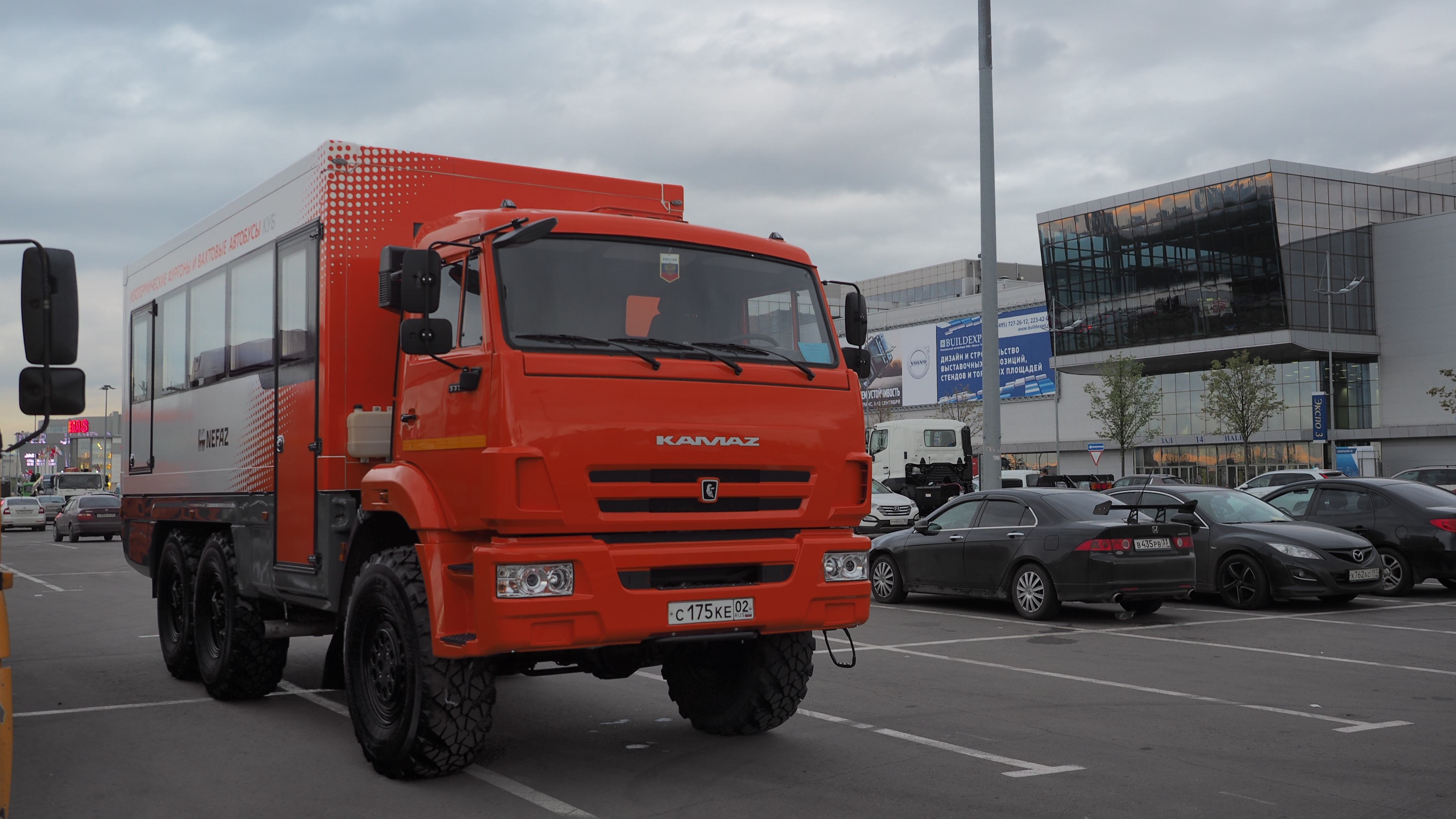
Вахтовый автобус НЕФАЗ-4208/4951
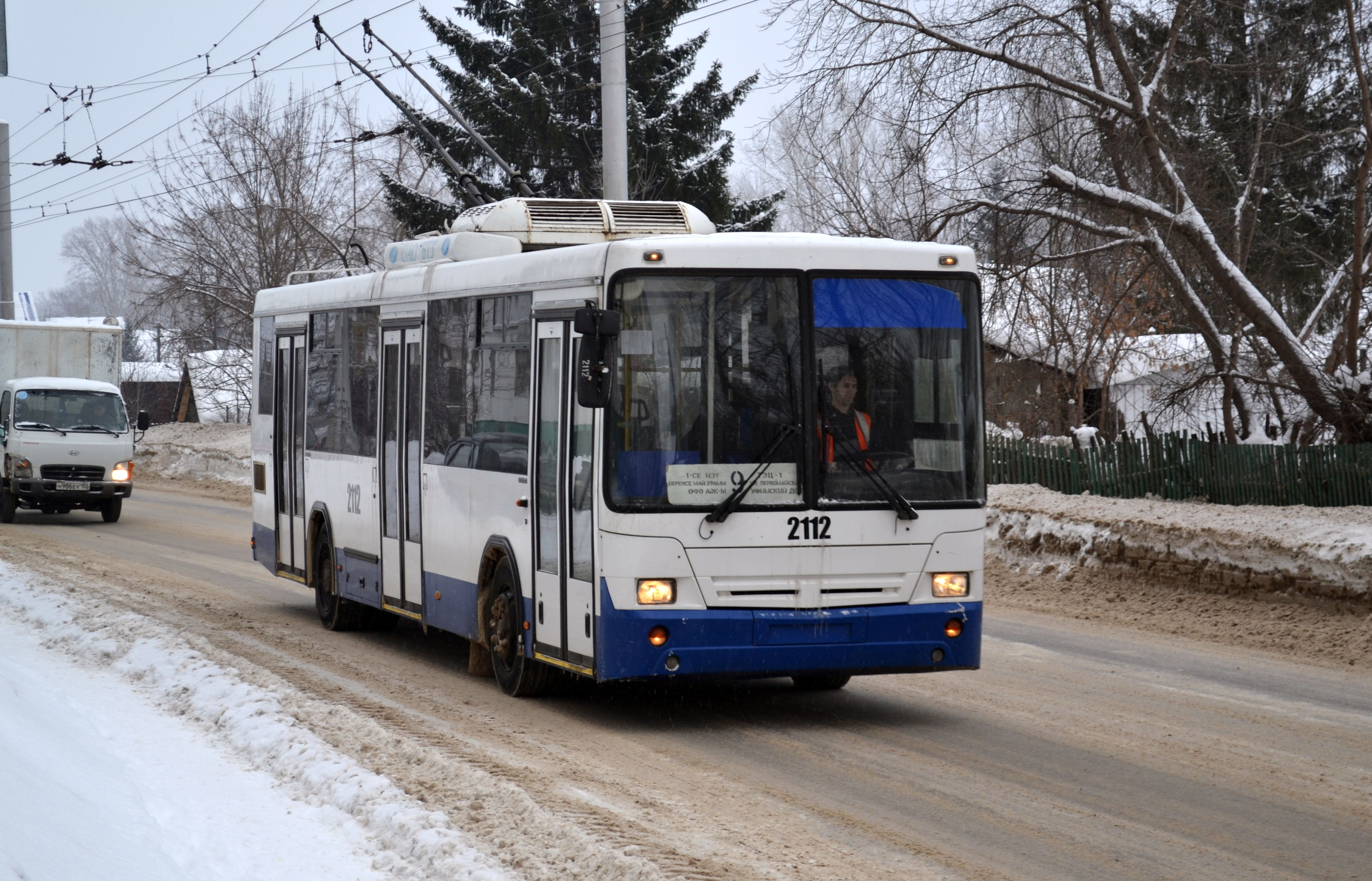
Троллейбус НЕФАЗ-БТЗ-52765, созданный на базе кузова НЕФАЗ-5299Т
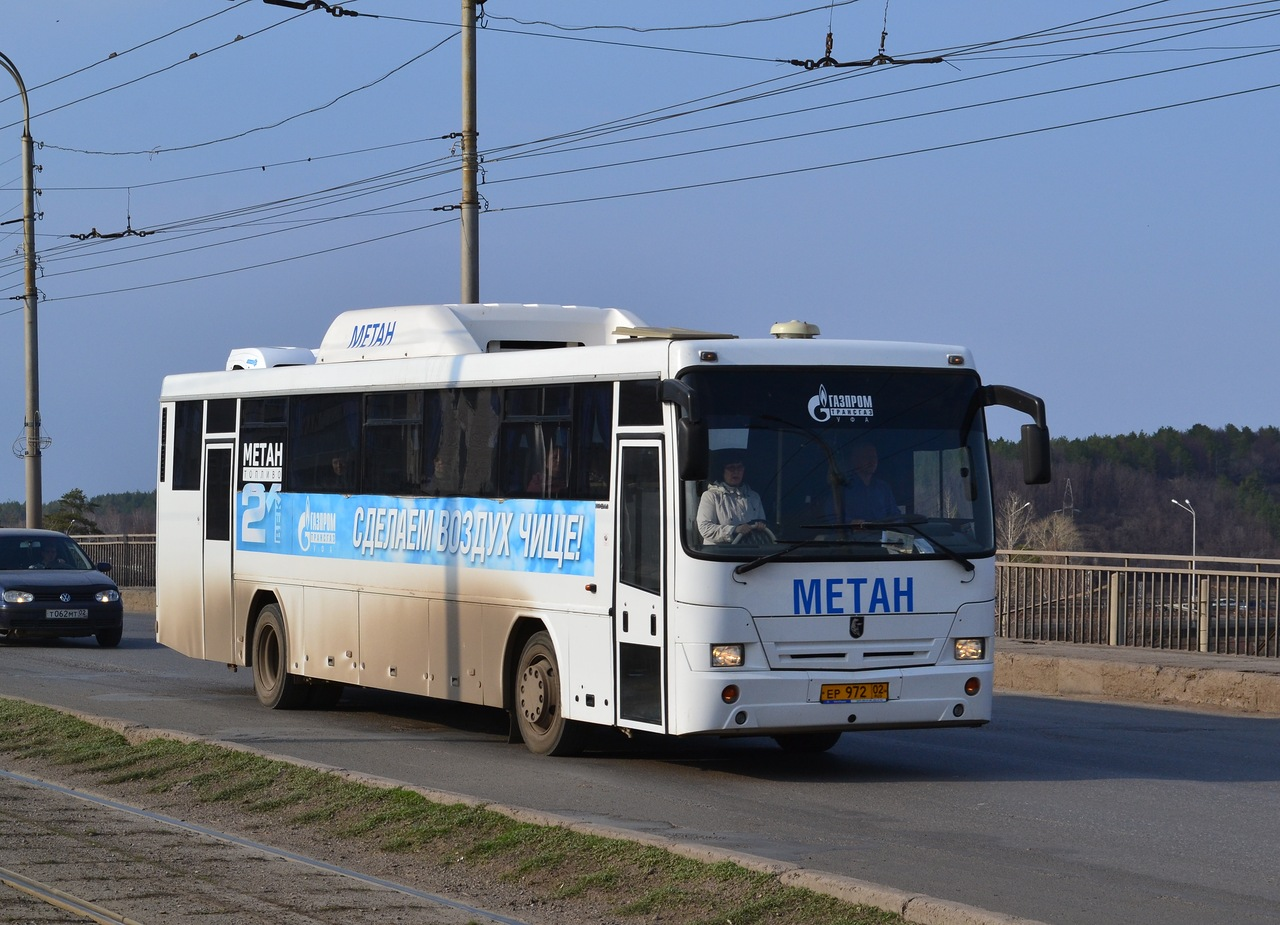
Междугородный НЕФАЗ-5299-37-33, работающий на метане
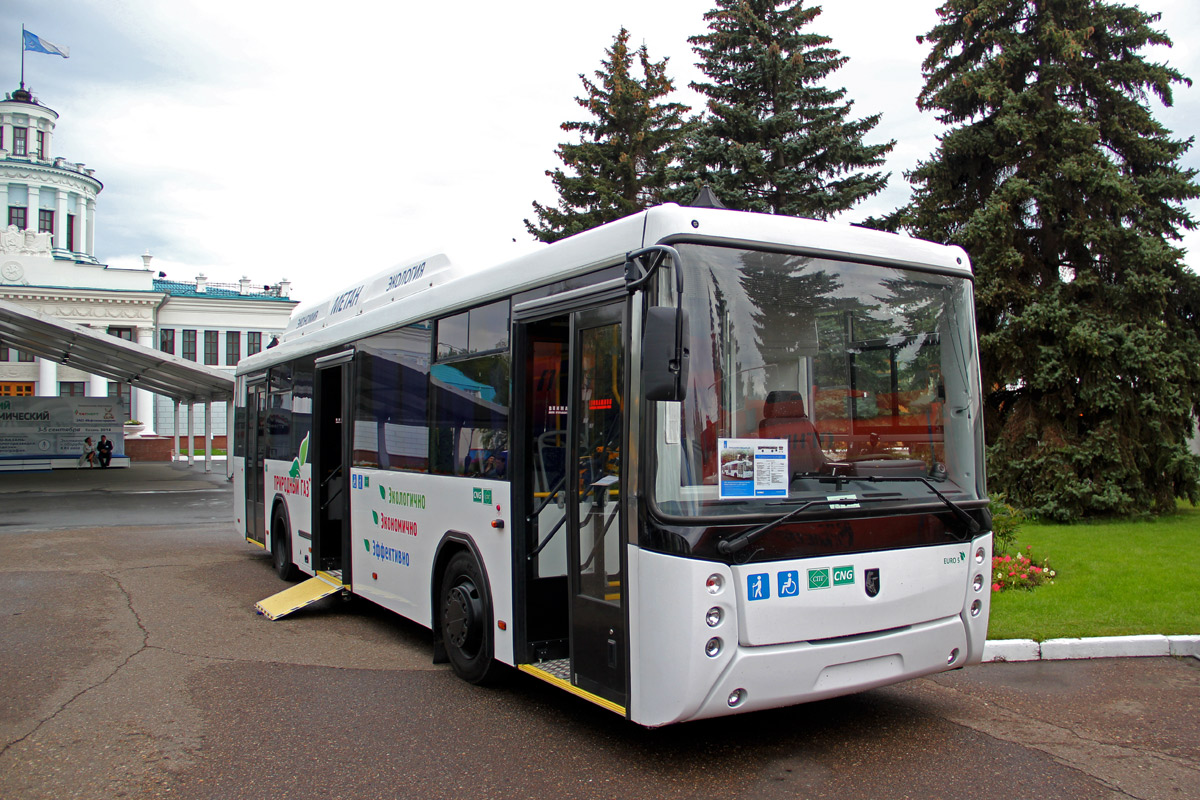
НЕФАЗ-52994